# Onavo
Onavo, Inc. era una empresa israelí de análisis web móvil que fue adquirida en 2013 por Facebook, Inc. (ahora Meta Platforms), que cambió el nombre de la empresa a Facebook Israel. La empresa realizaba principalmente sus actividades a través de aplicaciones móviles, sobre todo el servicio de red privada virtual (VPN) Onavo Protect. Esta aplicación analizaba el tráfico web enviado a través de la VPN para proporcionar estadísticas sobre el uso de otras aplicaciones instalados en el mismo dispositivo móvil.
A partir de 2013, Facebook, Inc. usó las aplicaciones de Onavo para detectar redes sociales que pudiesen competir en popularidad con su red Facebook. Esto influyó en la toma de diversas decisiones comerciales, incluyendo la adquisición de WhatsApp por Facebook, Inc. en 2014.
La aplicación VPN Onavo fue clasificada frecuentemente como software espía, ya que monetizaba datos de uso de aplicaciones recopilados sin conocimiento de los usuarios y en un entorno supuestamente centrado en la privacidad. En agosto de 2018, Apple obligó a Facebook a retirar Onavo Protect de la App Store de iOS por recopilar datos sobre el uso de otras aplicaciones. En febrero de 2019, en respuesta a las críticas sobre un programa de investigación de mercado de Facebook que empleaba técnicas similares (con el agravante particular de estar dirigido a adolescentes), Onavo anunció que también cerraría la versión de Protect para Android.

## Historia
Onavo fue fundada en 2010 por Roi Tiger y Guy Rosen. Onavo recibió el primer premio en la conferencia Mobile Beat 2011, y el premio a la aplicación más innovadora en el Festival Internacional de Startups de 2011, además de ser seleccionada como la "Mejor Startup Móvil" por The Next Web.
El 13 de octubre de 2013, Facebook compró Onavo por aproximadamente 120 millones de dólares.
En un correo electrónico fechado el 9 de junio de 2016, el director ejecutivo de Facebook, Mark Zuckerberg, ordenó a sus ingenieros encontrar un método para obtener "análisis confiables" sobre Snapchat, de los cuales Facebook carecía debido al cifrado del tráfico de red de Snapchat. La solución que los ingenieros de Facebook propusieron fue usar Onavo, que permitía a la compañía leer el tráfico de red en un dispositivo antes de que se cifrara, dándole así la capacidad de "medir la actividad detallada en la aplicación" y recopilar análisis sobre el uso de la aplicación Snapchat desde los dispositivos en los que Onavo estaba instalado. Lo hicieron mediante la creación de "certificados digitales falsos para suplantar servidores de análisis confiables de Snapchat, YouTube y Amazon para redirigir y descifrar el tráfico seguro de esas aplicaciones para el análisis estratégico de Facebook". El programa, que se denominó "Proyecto Cazafantasmas" en referencia al logotipo con forma de fantasma de Snapchat, se expandió posteriormente para incluir a Amazon y YouTube.
En agosto de 2017, The Wall Street Journal reveló que, desde la adquisición de Onavo por parte de Facebook, la compañía había estado utilizando sus datos para monitorear Snapchat y otras startups. Estos datos habían influido en la adquisición de WhatsApp por parte de Facebook en 2014 y en el desarrollo de una aplicación de videochat para competir con Houseparty en 2017.
En febrero de 2018, se informó que Facebook había comenzado a publicitar Onavo Protect en la app de Facebook para iOS en Estados Unidos. Esto provocó denuncias de la aplicación por parte de los medios de comunicación, que clasificaron a Onavo como software espía porque Facebook la utilizaba para espiar hábitos de uso en un entorno supuestamente centrado en la privacidad, y porque la ficha de la aplicación no indicaba claramente que era propiedad de Facebook. Posteriormente, la ficha de la aplicación se modificó para negar que Onavo Protect pudiera recopilar información sobre el uso de aplicaciones y sitios web para mejorar los productos y servicios de Facebook.
En agosto de 2018, Facebook se vio obligada a retirar Onavo Protect de la App Store de iOS tras la presión de Apple, que dictaminó que violaba las directrices que prohíben a las aplicaciones recopilar datos de otras aplicaciones en el dispositivo de un usuario. 
El 21 de febrero de 2019, tras la renovada controversia sobre el servicio debido al programa Facebook Research, Facebook anunció que eliminaría Onavo Protect VPN y su aplicación del Google Play Store. Con efecto inmediato, el servicio dejó de recopilar datos personales.
La Comisión Australiana de Competencia y Consumo (ACCC) inició un pleito contra Facebook, Inc. el 16 de diciembre de 2020, acusando a la empresa de "conducta falsa, engañosa o fraudulenta" al utilizar datos personales recopilados de Onavo para sus propios fines comerciales, lo cual contradecía la publicidad de Onavo, que la presentaba como orientada a la privacidad. Facebook respondió que se defendería en los tribunales. En julio de 2023 , el Tribunal Federal de Australia condenó a Facebook, Inc. a pagar 20 millones de dólares australianos por no revelar cómo se utilizaría Onavo para recopilar datos, así como las costas de los honorarios legales de la ACCC.

## Facebook Research y Facebook Study
El 29 de enero de 2019, TechCrunch publicó un informe que detallaba un programa interno de investigación de mercado empleado por Facebook desde 2016 llamado "Proyecto Atlas". La empresa convencía a usuarios de entre 13 y 35 años a instalar la aplicación Facebook Research (que según TechCrunch es simplemente Onavo Protect con otro nombre) en su dispositivo para recopilar datos sobre el uso de la aplicación, el historial de navegación web, el historial de búsqueda web, el historial de ubicación, los mensajes personales, las fotos, los videos, los correos electrónicos y el historial de pedidos de Amazon. Los participantes recibían hasta 20 dólares al mes por participar en el programa, que se promocionaba entre los adolescentes mediante publicidad dirigida en Instagram y Snapchat. Facebook Research requiere que los usuarios instalen un certificado raíz de Facebook en su teléfono. En iOS, esto está prohibido por el Acuerdo de Licencia para Desarrolladores Empresariales de Apple.
Facebook respondió inicialmente negando que Facebook Research violase el acuerdo de licencia para desarrolladores de Apple y que el programa tuviese como objetivo eludir las normas que habían prohibido a Onavo Protect en la App Store de iOS. Posteriormente, Facebook anunció que cesaba el programa Facebook Research en iOS, pero lo mantuvo disponible para dispositivos Android.
El 30 de enero de 2019, Apple revocó los certificados del Programa de Desarrolladores Empresariales de Facebook, lo que provocó que todas las aplicaciones internas de iOS de la compañía quedaran inoperables. El equipo de relaciones públicas de Apple declaró que «Facebook ha estado utilizando su membresía para distribuir una aplicación de recopilación de datos a los consumidores, lo cual constituye un claro incumplimiento de su acuerdo con Apple», y que los certificados fueron revocados «para proteger a nuestros usuarios y sus datos». Apple restableció los certificados el día siguiente.
Un aspecto que causo gran controversia fue que el programa se dirigía a usuarios de tan solo 13 años. El senador de Connecticut, Richard Blumenthal, criticó Facebook Research, afirmando que « espiar a adolescentes no es investigación y nunca debería ser permisible. Este es otro ejemplo asombroso del total desprecio de Facebook por la privacidad de los datos y su afán por incurrir en prácticas anticompetitivas». El senador de Massachusetts, Ed Markey, anunció que presentaría un proyecto de ley para reforzar la Ley de Protección de la Privacidad Infantil en Línea (COPPA), y afirmó que «es inherentemente manipulador ofrecer dinero a adolescentes a cambio de su información personal cuando los usuarios más jóvenes no comprenden claramente la cantidad de datos que están entregando ni su confidencialidad».  El senador de Virginia, Mark Warner, publicó una carta abierta a Mark Zuckerberg, en la que declaraba que estaba «trabajando en una legislación que exige el consentimiento informado e individualizado en todos los casos de investigación de comportamiento y de mercado realizada por grandes plataformas sobre los usuarios».
Tras la paralización de Onavo Protect y Facebook Research, Facebook lanzó todavía otra aplicación de investigación de mercado llamada Facebook Study (también conocida como Study o Study from Facebook ) el 11 de junio de 2019. El acceso a Study está restringido a usuarios de Facebook mayores de 18 años, no utiliza una VPN ni un certificado raíz para la recopilación de datos. Los participantes del estudio reciben el pago a través de PayPal.
En 2020, se presentó una demanda colectiva en nombre de los usuarios de Facebook, alegando que la empresa "explotó los valiosos datos que extrajo engañosamente de sus usuarios para identificar competidores emergentes y luego 'adquirir, copiar o eliminar' a estas empresas".